# 도미자와 마사야
도미자와 마사야(일본어: 富澤 雅也, 1993년 7월 14일~)는 일본의 축구 선수이다.

## 구단 경력
그는 2016년 J2리그의 V-파렌 나가사키에 입단했고, 2019년 리그 데뷔했다.